# Maleinsäuredibutylester
Maleinsäuredibutylester ist eine chemische Verbindung aus der Gruppe der Carbonsäureester.

## Gewinnung und Darstellung
Maleinsäuredibutylester kann durch Reaktion von Maleinsäureanhydrid und 1-Butanol in Gegenwart von p-Toluolsulfonsäure gewonnen werden.

## Eigenschaften
Maleinsäuredibutylester ist eine brennbare, schwer entzündbare, ölige, farblose bis gelbliche Flüssigkeit mit charakteristischem Geruch, die sehr schwer löslich in Wasser ist.

## Verwendung
Maleinsäuredibutylester wird hauptsächlich als Weichmacher für wässrige Dispersionen von Copolymeren mit Vinylacetat sowie als Zwischenprodukt zur Herstellung von anderen chemischen Verbindungen verwendet.